# Claude J. Summers
Claude J. Summers é um professor e ensaista norte-americano, reconhecido como um dos pioneiros dos estudos LGBT (gay, lésbico, bissexual, transgénero e queer).
Claude Summers é professor de Humanidades na Universidade de Michigan-Dearborn. É autor e editor de um grande número de livros e artigos, incluindo Christopher Isherwood (1980), E. M. Forster (1983), e Gay Fictions/Wilde to Stonewall (1990). Em 1996, Claude Summers ganhou o prémio Lambda Literary Award pela sua obra de referência  The Gay and Lesbian Literary Heritage, A Reader's Companion to the Writers and Their Works (1995). É o editor chefe da enciclopédia on-line glbtq.com.